# Wainia eremoplana
Wainia eremoplana là một loài Hymenoptera trong họ Megachilidae. Loài này được Mavromoustakis mô tả khoa học năm 1949.